# Райт, Логан
Логан Райт-младший (англ. Logan Wright, род. 6 декабря 1933 года, Веллингтон, Канзас, США — умер 18 декабря 1999 года, Норман, Оклахома, США) — бывший президент Американской психологической ассоциации (АПА), американский педиатрический психолог. Он придумал термин педиатрическая психология, основал Общество педиатрической психологии (ОПП/SPP) и добился многочисленных успехов в этой области. Он принимал участие в создании Американского психологического общества (АПО/APS) в середине 1980-х годов, когда многие ученые психологии отделились от АПА.

## Биография

### Ранняя жизнь
Райт родился в Веллингтоне, штат Канзас. Он заработал все государственные награды в средней школе Уилла Роджерса в Талсе, штат Оклахома. Окончил Баптистский университет Оклахомы, где получил стипендию трек и служил в качестве капитана команды трек в качестве старшего. Получил высшее образование в области религии, в семинарии «Золотые ворота» и начал преподавать в колледже Вефиль в Кентукки. Райт вернулся в университет Вандербильта и получил докторскую степень по психологии в 1964 году.

### Карьера
После стажировки в университете Северной Каролины, он поступил на факультет в университет Пердью и оставался там до 1966 года. Пердью Логан променял ради Оклахомского университета Центра медицинских наук (OUHSC), где он был доцентом и профессором детской психологии. Психолог Дайан Уиллис написала, что Райт, находясь в ОУЦМН/OUHSC, «поставил детскую психологию на карту».
Райт работал с Джорджем Олби, президентом секции AПA по клинической детской психологии, чтобы оценить влияние психологов в педиатрической обстановке в 1967 году. Он возглавил комитет AПA, в котором состояло 250 психологов, заинтересованных в педиатрической работе. В 1968 году было сформировано СПП.
В дополнение к использованию понятия педиатрической психологии, Райт написал несколько концептуальных документов, относящихся к этой области. Он был одним из первых, кто продемонстрировал, что психологические вмешательства могут улучшить педиатрическую медицинскую помощь.
Райт стал известен благодаря психологическим исследованиям, которые влияли на трахеостомическую зависимость, энкопрезию и отказ от лечения.
Райт является соавтором «Энциклопедии детской психологии», давно уважаемого справочника для практиков по специальности.
Он оставил свою академическую должность в 1979 году и построил 66 франшиз Sonic Drive-In fast food по всей территории Соединенных Штатов.
После перенесенной операции на сердце, в 1983 году, интерес Райта вызвало психологическое здоровье, в поведении личности на период сердечной реабилитации.
В 1984 году Райт вернулся в университет Оклахомы, где работал профессором психологии .
Райт служил
в 1986 году. В том же году, через три года после операции на сердце, он также установил мировой возрастной рекорд для 52-летнего в 200-метровых препятствиях. Райт был вовлечен в спор между учеными и практиками АПА в середине 1980-х годов. Он помог ученым — психологам отделиться от АПА и сформировать АПС. Прошлый президент AПA и друг Рон Фокс сказал, что Райт оттолкнул некоторых практиков психологии, комментируя:
Мы отправили его судить практиков и учены, а он присоединился к ученым.

## Дальнейшая жизнь
В 1993 году Райт основал Североамериканскую Ассоциацию магистров психологии, выступающую за психологов, обучающихся на уровне магистров.
В 1995 году Райт был назван почетным профессором в Оклахоме.
Он умер от сердечного приступа на своем ранчо в Нормане, штат Оклахома в 1999 году.
После его смерти награда SPP за выдающиеся исследования в области детской психологии была переименована в награду за выдающиеся заслуги Логана Райта.